# Patricia Tallman
Patricia Tallman é uma atriz americana nascida em 4 de setembro de 1957. Conhecida pela personagem Lyta Alexander da série de televisão Babylon 5, além de participações nas séries Star Trek: The Next Generation, Star Trek: Deep Space Nine e Star Trek: Voyager.
Em 1990 estrelou no remake Noite dos Mortos Vivos.